# Torotoro
Torotoro är en ort i Bolivia.   Den ligger i departementet Potosí, i den centrala delen av landet, 110 km nordväst om huvudstaden Sucre. Torotoro ligger 2 715 meter över havet och antalet invånare är 676.
Terrängen runt Torotoro är huvudsakligen kuperad, men österut är den bergig. Runt Torotoro är det glesbefolkat, med 13 invånare per kvadratkilometer.. Det finns inga andra samhällen i närheten. 
Trakten runt Torotoro består i huvudsak av gräsmarker.